# Сандлер Оскар Аронович
Оска́р Аро́нович Са́ндлер (*13 (26) січня 1910, Київ — 3 травня 1981, Київ) — радянський і український композитор. Заслужений артист Казахської РСР (1943). Заслужений діяч мистецтв УРСР (1967).

## Біографічні дані
Народився 26 січня 1910 року в Києві. Закінчив 1937 Київську консерваторію у класі Гліба Таранова (дириґування) і Віктора Косенка (композиція).
1937—1940 — асистент диригента і диригент Київського театру опери та балету. Був завідувачем музичної частини Київського російського драматичного театру імені Лесі Українки (1940—1941), об'єднаного театру казахської та російської драми (1941—1945, Алма-Ата), Київської естради (1951).
Був членом КПРС (від 1947).

Надгробний пам'ятник Оскару Сандлеру

Помер у Києві 3 травня 1981 року. Похований на Міському кладовищі «Берківці».

## Твори
- Оперети:
  - 1958: «Даруйте коханим тюльпани»
  - 1959: «Наречені не повинні плакати»
  - 1972: «Каштани Києва».
- Музичні комедії:
  - 1949: «Фабрика чудес»
  - 1964: «На світанку»
  - 1966: «Четверо з вулиці Жанни»[1].
- Опери:
  - 1946: «Собака на сіні»
  - 1954: «В степах України».
- Балети:
  - 1961: «Серце дівоче».
- Музики до фільмів:
  - 1942: «Антоша Рибкін» / Антоша Рыбкин
  - 1943: «Актриса» / Актриса
  - 1943: «Біла троянда»
  - 1945: «Близнята» / Близнецы
  - 1945: «Зигмунд Колосовський» / Зигмунд Колосовский
  - 1947: «Центр нападу» / Центр нападения
  - 1947: «Подвиг розвідника» / Подвиг разведчика
  - 1953: «Наші чемпіони»
  - 1955: «Пригоди з піджаком Тарапуньки»
  - 1955: «Гість з Кубані» / Гость с Кубани
  - 1957: «Штепсель одружує Тарапуньку» / Штепсель женит Тарапуньку
  - 1957: «Круті сходи»
  - 1959: «Хлопчики» / Мальчики
  - 1959: «Мандрівка в молодість»
  - 1959: «Коли починається юність»
  - 1959: «Чорноморочка» / Черноморочка
  - 1961: «Пригоди Перця» (мультфільм)
  - 1961: «Артист із Коханівки» / Артист из Кохановки
  - 1962: «Їхали ми, їхали...» / Ехали мы, ехали…
  - 1965: «Місяць травень»
  - 1969: «Серце Бонівура» / Сердце Бонивура.
- Музика до вистав.
- Пісні (понад 100).